# Robert Seymour
 (novembre 2018).
Si vous disposez d'ouvrages ou d'articles de référence ou si vous connaissez des sites web de qualité traitant du thème abordé ici, merci de compléter l'article en donnant les références utiles à sa vérifiabilité et en les liant à la section « Notes et références ».
 (décembre 2018).
Le contenu est difficilement compréhensible vu les erreurs de traduction, qui sont peut-être dues à l'utilisation d'un logiciel de traduction automatique.
Robert Seymour (1798 – 20 avril 1836) est un dessinateur humoristique et illustrateur anglais, très connu pour ses caricatures et ses illustrations des œuvres de Charles Dickens.

## Biographie

### Environnement familial

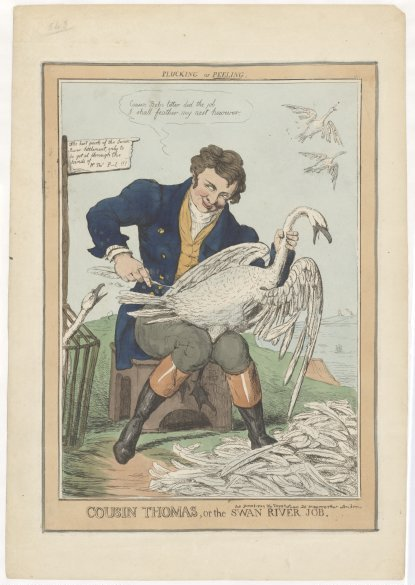
Caricature politique de Thomas Peel, par Robert Seymour (1829).

Robert Seymour, né en 1798, dans le comté de Somerset en Angleterre, est le cadet des fils de Henry Seymour et d'Elizabeth Bishop. Peu de temps après avoir déménagé à Londres, son père meurt, laissant sa femme, deux fils et une fille dans une extrême pauvreté. Sa mère meurt en 1827, la même année du mariage de Robert Seymour avec sa cousine Jane Holmes, avec qui il aura deux enfants, Robert et Jane.

### Formation artistique
Après la mort de son père, Robert Seymour est apprenti menuisier chez Mr Vaughan, rue Duke dans le quartier de Smithfield à Londres. Influencé par le peintre Joseph Severn de la Royal Academy, qu'il rencontre lors des fréquentes visites qu'il fait à son oncle Thomas Holmes de Hoxton, l'ambition de Robert, à devenir peintre professionnel s'accomplit à l'age de 24 ans quand, en 1822, la peinture d'une scène de La Jérusalem délivrée de Torquato Tasso avec plus d'une centaine de visages, qu'il a réalisée, est exposée à la Royal Academy.

### Premiers succès

#### Premières illustrations
Plus tard, il est chargé de faire l'illustration des œuvres de Shakespeare, de Milton, de Cervantes et de Wordsworth. Il effectue également d'innombrables portraits, de miniatures, de paysages, et des études sur les visages. Après le rejet de sa deuxième demande d'admission auprès de la Royal Academy, il continue à peindre des huiles, à chercher à maîtriser la gravure sur cuivre et à illustrer des livres pour subsister.
De 1822 à 1827, Seymour produit, alors des dessins pour l'illustration de divers écrits comme la poésie, le mélodrame, les histoires d'enfants, des travaux scientifiques et topographiques.
La fourniture constante d'un tel travail lui permet de vivre confortablement, de bénéficier de sa bibliothèque, de s'offrir des sorties de pêche et de tir, avec ses amis dont l'éditeur Lacey et l'illustrateur George Cruikshank. En 1827, les éditeurs de Robert Knight et Lacey font banqueroutes, lui devant une considérable somme d'argent.

#### Premières gravures
La même année, Seymour trouve un travail régulier quand ses gravures et ses estampes sont acceptées par l'éditeur Thomas McLean. Apprenant à graver sur les plaques en acier nouvellement modelées, requérant une technique différente de la gravure sur cuivre, Seymour commence à se spécialiser dans la caricature et d'autres sujets humoristiques. En 1830, ayant maîtrisé l'art de la gravure, il s'essaye à la lithographie d'imprimés séparés et les illustrations de livres. Il est alors invité par McLean à faire la caricature d'un magazine de 1830, appelé "The Northern Looking Glass", gravé partout par l'artiste William Heath, pour lequel Seymour doit réaliser en une seule page, quatre grandes feuilles d'illustrations lithographiées, normalement dessinées sur plusieurs pages. Il le fera tous les mois jusqu'à sa mort en 1836.

### Le conflit avec leFigaro
En 1831, Seymour commence un travail pour un nouveau journal comique hebdomadaire appelé Figaro in London (pre-Punch), produisant 300 dessins humoristiques et des caricatures politiques pour accompagner les sujets de politiques usuels et les textes de Gilbert à Beckett. Ce travail hebdomadaire et bon marché réfléchissait l'intelligence du propriétaire et éditeur à Beckett, un ami de Charles Dickens et l'éditeur de George Cruikshank. En 1827, il s'était disputé avec Seymour sur sa parodie de travail et sur son nom de plume Shortshanks. Gilbert à Beckett, plus tard, en 1834 insulta Seymour en le remplaçant par le frère de Cruikshank comme illustrateur. Ce partenariat ne dura que quelques mois, car à Beckett souffrit d'une lourde perte financière et refusa de payer Seymour qui dû subir une cruelle campagne médiatique de calomnie de sa part amenant Seymour à démissionner. Seymour ne revint au journal seulement quand Henry Mayhew remplaça à Beckett, à la tête du magazine, comme éditeur du Figaro in London.

### Illustrateur populaire et reconnu
Seymour était devenu, malgré tout, un illustrateur important comme l'était George Cruikshank, l'un des plus grands artistes de l’époque de William Hogarth. Richard Phillips lui avait prédit, que s'il vivait assez longtemps, il deviendrait Président de la Royal Academy. En 1834, au plus haut de sa prospérité, Seymour se lança seul, dans une nouvelles séries de lithographies, de croquis, toutes dépeignant des expéditions d'animaux comme des chats poursuivant des Cockneys sur-équipés et sous-entraînés, des oiseaux et des porcs errant à pied et à cheval, autant d’expériences issues de ses sorties de pêche et de tir avec son ami Cruickshank.

### «Les Papiers posthumes du Club de Pickwick»

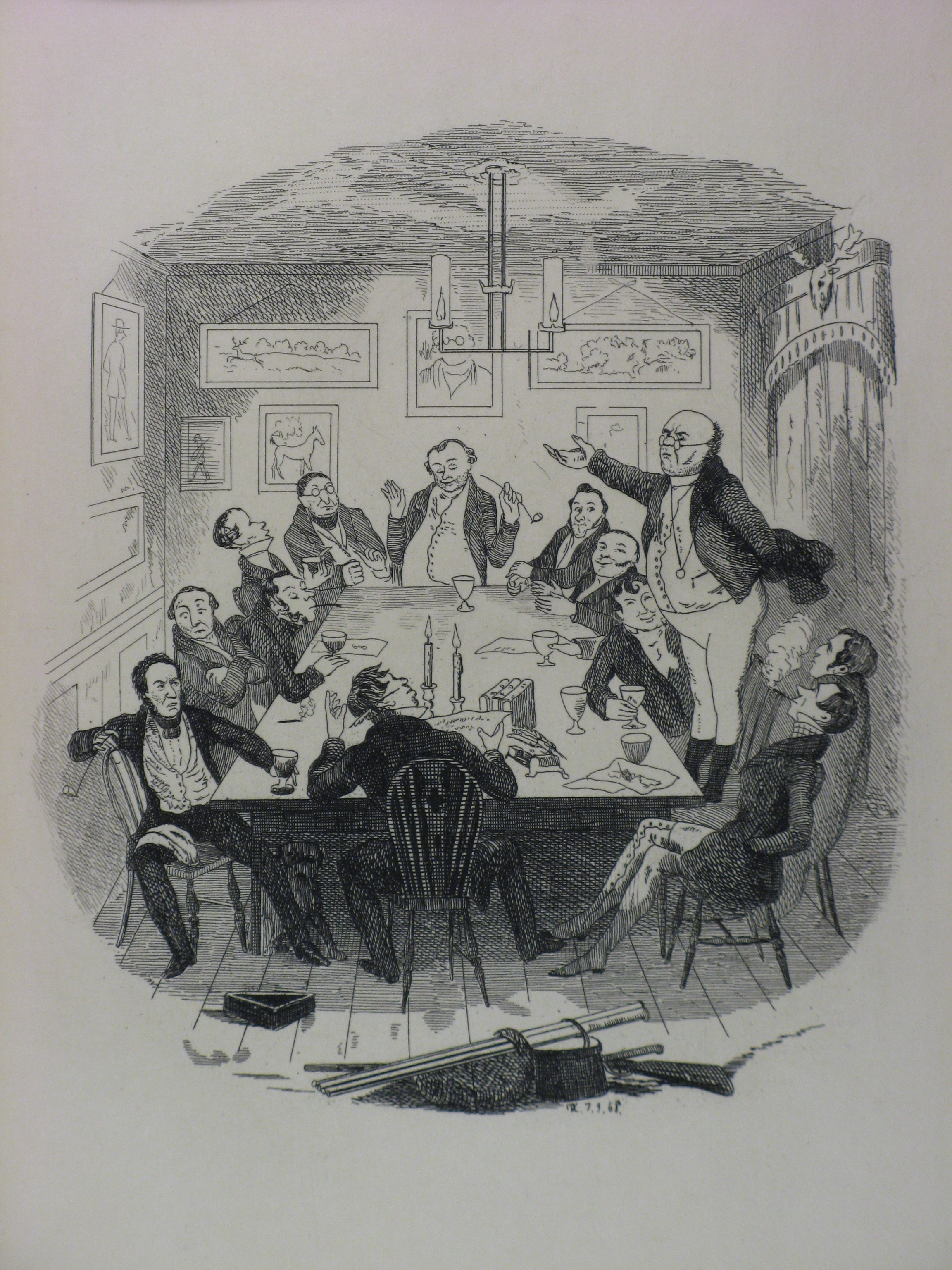
Mr. Pickwick s'adresse aux membres du Club

Les personnages de Seymour étaient très populaires mais tous étaient de joviales sportifs ou des personnages politiques supportant des thèmes sociaux. Les petits et grands personnages qu'il développa, continuèrent leurs vies dans les illustrations des Papiers de Pickwick, le premier roman de Dickens. A cette époque, il était d'usage de publier des extraits sous forme de feuilleton dans les journaux avant de se lancer dans la publication d'un livre. Il y a cependant une polémique concernant la personne qui est intellectuellement responsable de la création des Papiers de Pickwick. Il est entendu entre la veuve de Seymour, la maison d'édition Chapman and Hall et Charles Dickens que l'idée originale initiant la commande écrite de Dickens est venue de Seymour qui avait suggéré à ses éditeurs, l'idée de créer un magazine de séries d'illustrations sportives avec des écrits courts venant supporter les dessins.
La méthode habituelle était alors, des histoires anecdotiques où le texte était directement incorporé dans l'illustration. Plus tard, à la recherche d'un cadre de travail susceptible d'accueillir à la fois les croquis, les illustrations et le texte, il développa l'idée du «Club de Nimrod» dans lequel des gens sportifs auraient toutes sortes d'aventures, très ressemblant en fait aux croquis de Seymour déjà publiés. Les croquis du projet Gutenberg, en l’occurrence, sont très révélateurs du ton engagé, du style populaire et permettent de comprendre le point de vue de Seymour.Seymour's Sketches on Project Gutenberg.
Edward Chapman de la maison d'édition convenait que le travail devait être remis en cours du mois avec les textes descriptifs de Dickens. C'était une méthode très populaire à cette époque. Cependant Charles Dickens, à 22 ans, n'était pas l'écrivain de premier choix. Ces points de différence d'opinions sont très fréquents. La veuve de Seymour soutient que Dickens avait été choisi, parce que pauvre, il ne rechignerait pas à écrire les textes des liens des croquis. Cependant une opinion fiable, celle du senior des éditeurs de la maison d'édition, révèle qu'ils n'avaient pas de temps pour terminer le travail et qu'il avait ainsi recommandé Dickens sur les bases de son récent succès, publié sous le titre Sketches, dans un format périodique mensuel par Boz : le nom de plume de Dickens à ses débuts.

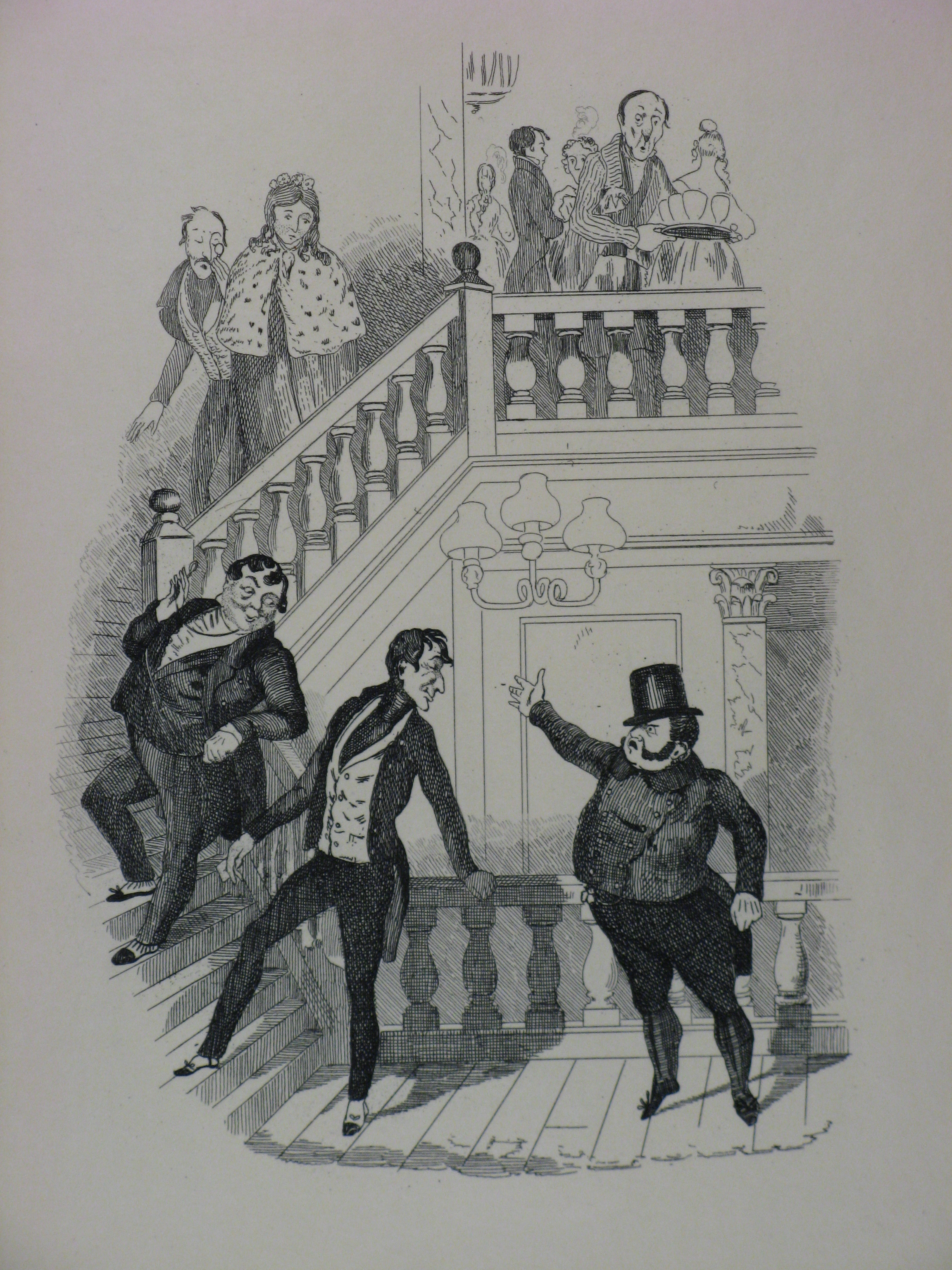
Dr. Slammer's Defiance of Jingle

Dickens avait aussi écrit les deux premiers chapitres pour que Seymour travaille dessus. D'après les faits connus, il semble logique alors que "Mr Pickwick" fut envisagé finalement figurant un homme mince et rejeté. Il fut donc redessiné sur les recommandations d'une de leurs connaissances et les écrits de Dickens retravaillés en conséquence.
Dickens est supposé avoir dit qu'il avait «fait de lui une réalité». "Mr pickwick" semble être, en fait, un amalgame d'idées de toutes ces sources et que, par conséquent, il n'est pas la création exclusive de Seymour.
Toutes les caractéristiques des personnages et de leurs noms semblent appartenir à Dickens.

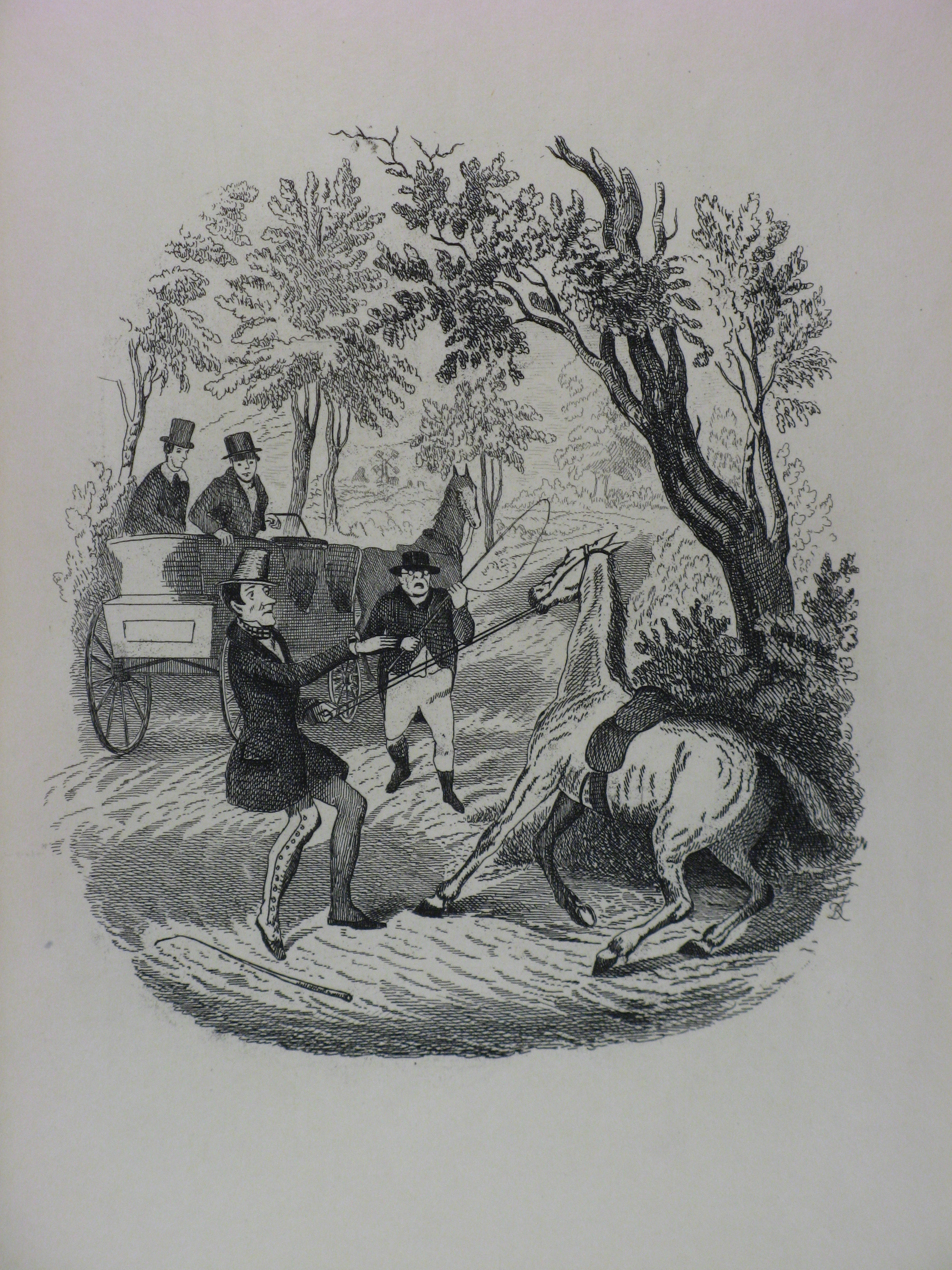
Mr. Winkle Soothes the Refractory Steed

alors qu'il est de notoriété que la grande majorité des illustrations des Papiers de Pickwick sont le fruit de Seymour.
Il est évident que Seymour ne contrôlait plus le processus de création des Papiers de Pickwick et était en fait peu rémunéré pour quatre créations illustrées par magazine édité. Ce nombre n'inclut pas la page de reliure qui pouvait être sans cesse réutilisée. Il semble qu'il ait reçu aucun paiement pour son idée et ses droits d'auteur pour ses illustrations semblent avoir été discutés. L'illustration de la page de reliure qui était issue de la première édition du magazine, était titrée «Les Papiers posthumes du Club de Pickwick - contenant un enregistrement des pérégrinations, des voyages, des aventures et des épreuves sportives de leurs membres», édité avec des illustrations. Quelles idées sportives devaient avoir été reconnues comme une idée originale de Seymour qui n'aient pas été exploitées dans les séries du magazine. Le nom de Seymour n'apparut même pas comme nom de collaborateur. La page de reliure inclut toutes les sortes de références sur les sports dont la pêche et le tir. Elle aurait plutôt convenu aux besoins d'illustrations du "Club de Nimrod" qu'à ceux du "Club de Pickwick".

#### L'arrivée de Dickens
Des rapports suggèrent que Dickens n'était pas engagé avant le 10 février 1836 avec une date limite de publication située au 31 mars de la même année. La plage temporelle affectée à la réalisation du projet était courte compte tenu qu'il y avait de sérieux contentieux sur la manière avec laquelle serait organisé le projet après la nomination de Dickens.
Quand Dickens fut mandaté, il fit clairement observé qu'il n'était pas un homme sportif et qu'en conséquence, il ne pourrait pas écrire ce genre de saynètes. Mais il aimait l'idée du "Club de Pickwick" et écrirait quelque chose à partir duquel des illustrations pourraient être créées, renversant ainsi, l'ordre de la création. Son histoire aurait des illustrations et non l'inverse. Ce ne serait pas une série d'illustrations avec des morceaux de textes les liant tous ensemble. "Mr Winkle", le seul personnage principal réellement intéressant en sport, serait créé pour promouvoir la collaboration de Seymour mais laisserait à Dickens, l'écriture et le choix des personnages. Cet arrangement était fait pour apaiser Seymour.

#### «Le Club de Nimrod»
Seymour avait un ensemble de dessins préliminaires pour illustrer le "Club de Nimrod". Il devait les utiliser  pour promouvoir son projet auprès des éditeurs. Cette idée semblait appartenir à un projet de la période de 1834 qui, à cause de sa charge de travail, n'avait pas été mené jusqu'à son terme. Il travailla dessus jusqu'à la fin de 1835 ou début de 1836, date qui semble plus vraisemblable.
En effet, Seymour devait vendre ses anciennes illustrations pour illustrer Les Papiers de Pickwick mais la création du modèle du personnage de "Mr Pickwick" impliquait de révéler à Dickens qu'il y avait, déjà, un prototype pour lui, réalisé par Seymour.
Le modèle proposé semble avoir été un homme mince mais il fut rejeté tant par l'éditeur que par Dickens. Le mérite de la version finale du personnage aux formes arrondies fut attribué à Dickens par Edward Chapman bien que quelques semaines plus tard ils aient été amenés à choisir la silhouette initiale de Seymour.
Seymour avait de plus, d'autres personnages sans trop de personnalité, gravitant autour de "Mr Pickwick", issu de sa réserve personnelle d'illustrations, présentant des détails assez génériques, ils apparaissent malgré tout dans bon nombre des séries. Ces croquis ont l'air d'être plus simples dans l'observation caricaturale alors que "Mr Pickwick" apparaît être dessiné avec des formes plus aigües avec une image visuelle impressionnante.
Il semble aussi raisonnable de penser que Seymour a réussi à imposer ses anciennes illustrations pour aider à structurer les personnages.

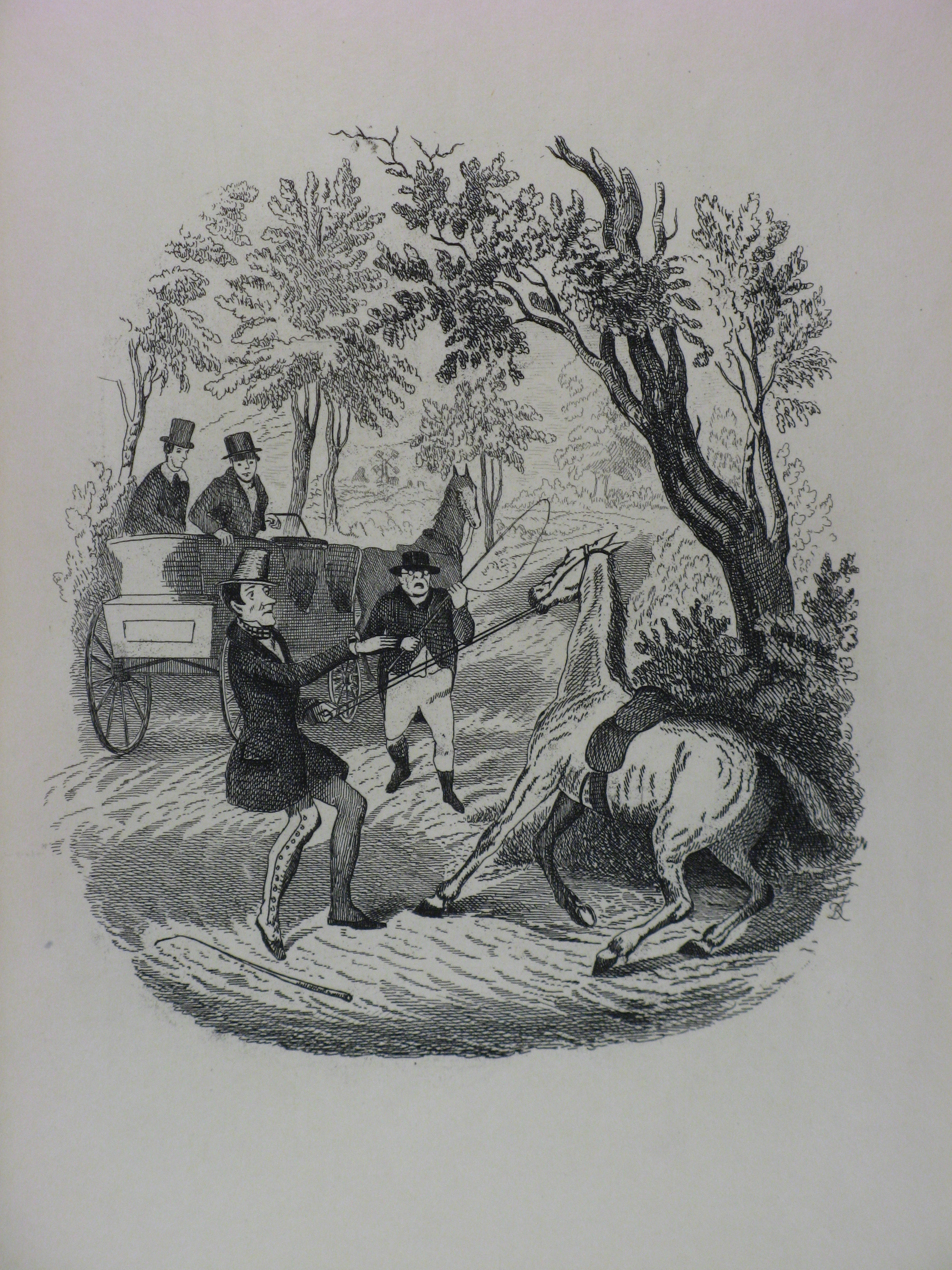
Mr. Winkle Soothes the Refractory Steed

Dickens avait aussi écrit les deux premiers chapitres pour que Seymour travaille dessus. D'après les faits connus, il semble que "Mr Pickwick" fut envisagé finalement figurant un homme mince, rejeté, esseulé. Il fut donc redessiné sur les recommandations d'une de leurs connaissances et les écrits de Dickens retravaillés en conséquence. Dickens est supposé avoir dit qu'il avait «fait de lui une réalité». "Mr pickwick" semble être, en fait, un amalgame d'idées de toutes ces sources et que, par conséquent, il n'est pas la création exclusive de Seymour.
Toutes les caractéristiques des personnages et de leurs noms semblent appartenir à Dickens alors qu'il est de notoriété que beaucoup d'illustrations des Papiers de Pickwick sont la création de Seymour.

#### Les conséquences de la disparition de Seymour
Après la mort de Seymour l'objectif des histoires devint beaucoup plus clair, accentuant davantage les idées de Dickens. Dickens, lui-même, créa une polémique en disant que seulement vingt pages de la seconde partie du livre avaient été écrites quand Seymour s est suicidé. Il a été souligné par Joseph Grego en 1899 dans le livre Pictorial Pickwickian qu'en fait, Seymour avait créé une ébauche de l'image de The Pickwickians in Mr. Wardle's Kitchen. La divergence  provient de l'idée que la dernière illustration de l'histoire renvoyait le lecteur à la page 50 d'un magazine qui n'en avait que 48. Mais les "Pickwickians" finissent bien dans la cuisine de "Mr Wardle" à la fin de l'édition du second magazine sans préoccupation du numéro de page auquel le dessin renvoyait.
Ce petit point a incité l'opinion à croire que Seymour était au courant des prochaines aventures constituant la seconde partie du livre alors qu'il n'y a pas de preuves certaines de le penser. Aucune illustration n'a, en effet, été retrouvée faisant croire qu'il connaissait l'avenir du Club de "Mr Pickwike".
Le compte des pages n'incluait pas les pages illustrées qui auraient augmenté le compte jusqu'à un total de 56 côtés, plus l'index, la page de reliure, etc., pour les deux premières parties du magazine.

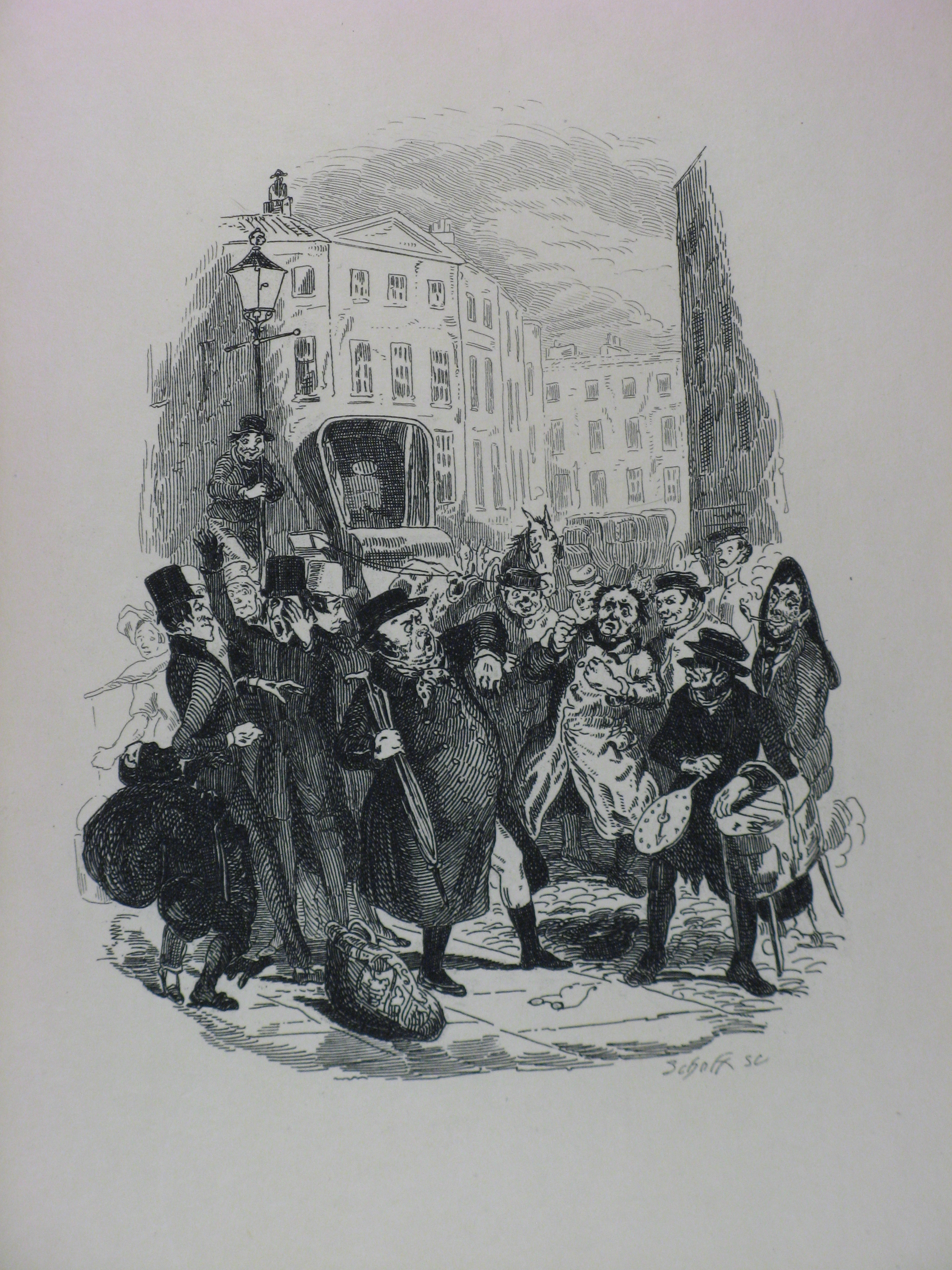
The Pugnacious Cabman

Le magazine devait être distribué à la fin de chaque mois. Sa seconde partie comprenait seulement trois illustrations de Seymour. Dickens changea le format pour la 3ème partie, augmentant le texte de 32 pages et réduisant les illustrations à deux par sortie.
La veuve de Seymour clamait que le Club de Pickwick aurait existé sans Dickens et ce n'est pas le cas. Il est clair que le "Club de Nimrod" était l'idée de Seymour et était en effet une version de ses croquis mais ça ne concernait pas Les Papiers de Pickwick dans sa version publiée. Il est clair cependant, que ça aurait été beaucoup mieux pour Seymour de poursuivre son idée pour son magazine avec d'autres éditeurs ou avec un écrivain moins intéressé à être le partenaire dominant.
Il est peu probable que Dickens aurait créé une tribune comme le "Club de Pickwick" sans que l'idée lui soit soufflée par Seymour. En revanche, le « Club de Pickwick » est un processus créatif de Dickens, en termes de contenu très reconnaissable.[réf. nécessaire]
La veuve de Seymour ne reçut aucune royalties et le succès du projet suscita un sens d'injustice à son égard. Les Papiers de Pickwick n'aurait pas existé sans Seymour mais le livre et le style qui étaient très populaires et rapporta une si grande fortune comme il le fit, n'aurait pas existé si Seymour avait eu le contrôle créatif et si le format avait été similaire à celui des croquis de Seymour. Quoi qu'il en soit, la veuve de Seymour n'a rien perçu du fait que Seymour se soit suicidé.

### Sa mort

#### Circonstances de sa mort
Il se suicida avant que la seconde partie du livre ne soit terminée et publiée. Il se tua avec un pistolet – un fowling – dans sa maisonnette d'été située derrière sa maison sur Liverpool Road, à Islington, le 20 avril 1836.
Cette trace publique humiliante dont l'origine est la campagne de diffamation de Gilbert à Beckett, a été attribuée comme la cause du suicide dans le verdict du médecin légiste.

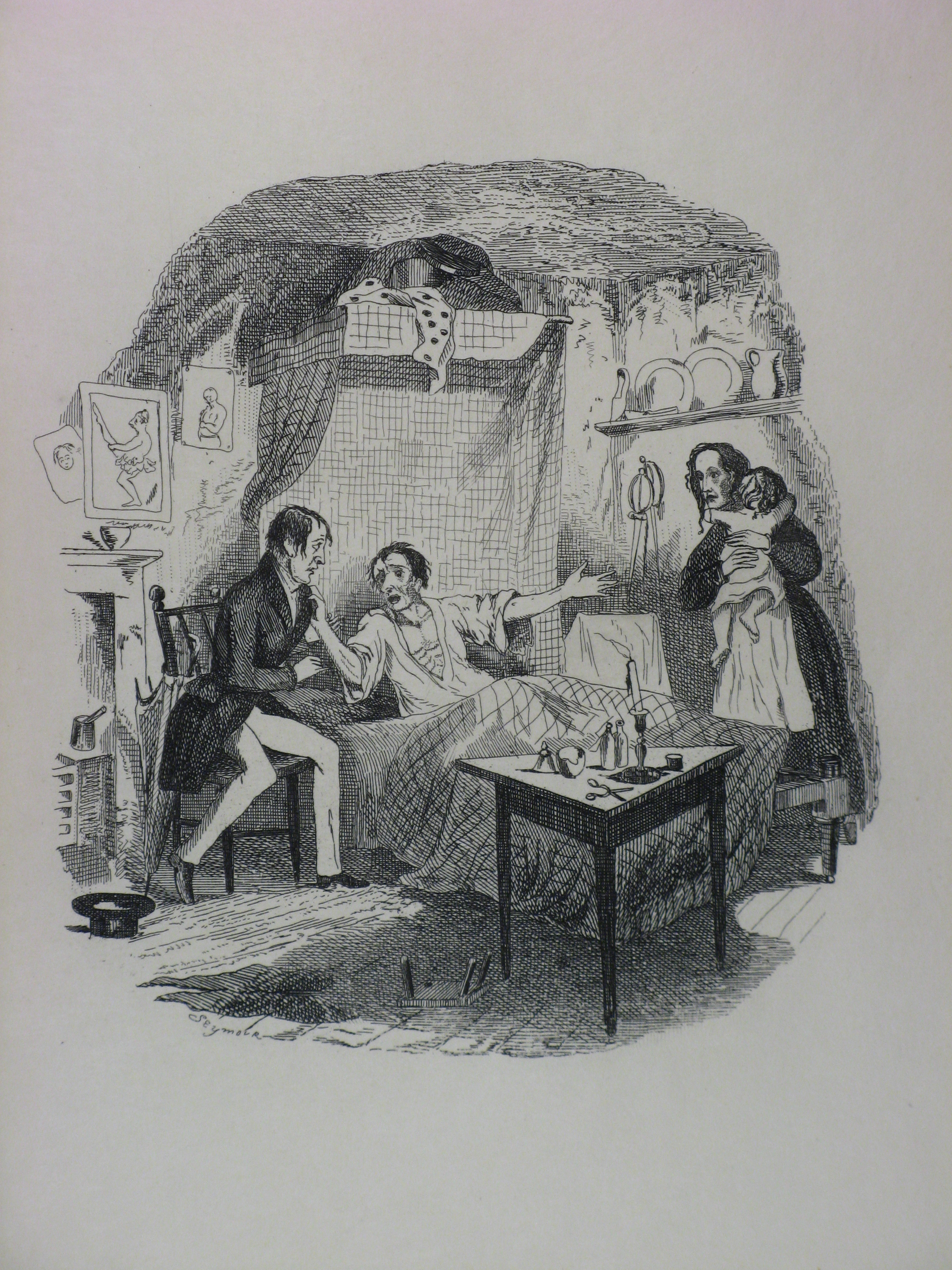
The Dying Clown

Les incidents conduisant à la mort de Seymour a montré que 24 heures plus tôt Seymour s'était rendu chez Dickens où ils avaient discuté de l'illustration du chapitre sur l'histoire du "Clown mourant". Ils avaient pris quelques verres (grog) puis s'étaient disputés après quoi Seymour était parti. Le jour de sa mort, Chapman avait rendu l'illustration de "The Dying Clown", pour qu'elle soit retravaillée et s'était arrangé pour rencontrer Seymour plus tard dans la soirée. Les déclarations de l'incident faites par Dickens et de Edward Chapman, - quoique sans explication sur la façon dont ils l'avaient appris - indiquent que Seymour travaillait bien sur les nouvelles plaques de gravure, cette nuit là et qu'il avait été retrouvé mort la nuit suivante. Les déclarations de Dickens, parmi d'autres, mentionnèrent qu'il avait appris l'incident dans les journaux du matin.
Le suicide de Seymour vint après son combat avec une maladie mentale et sa dépression en 1830. On pense que Dickens avait fait de la publicité pour lancer un nouvel illustrateur pour The Pickwick Papers et il est clair que Seymour se débattait pour concevoir les illustrations aux exigences de Dickens. "The Dying Clown" est dur et chargé en émotion, un énorme chemin depuis les drôles et joyeuses illustrations que Seymour avait envisagées pour les séries.
Jusqu'à ce que la loi anglaise change en 1870, le suicide pouvait produire un verdict de criminel. Cela signifiait que la personne ne recevait pas d'enterrement religieux et sa famille se voyait refuser tout domaine qui reviendrait par défaut, à la couronne. C’est la raison pourquoi aucune royalties ne pouvait être attribuée à la veuve Jane Seymour pour le travail de son mari. La commission passa alors à Robert William Buss, mais cela étant jugé insatisfaisant, elle revint à Hablot Knight Browne plus connu sous le nom de Phiz  à compter de la sortie des quatre magazines jusqu'à son achèvement, en 1837. Phiz termina les illustrations dédiées à la version du livre également.

#### Le Faire-part de décès

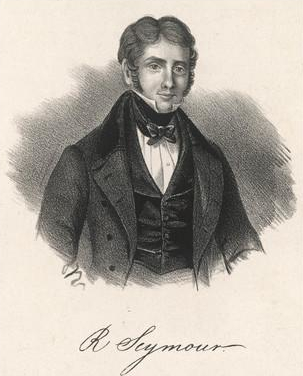
Robert Seymour c. 1836

« Le succès des Papiers de Pickwick était dû plus au crayon des artistes qu'au stylo de l'auteur. Ce n'est pas très connu mais le pauvre Seymour concevait les personnages de Sam Weller et de Pivkwick avant qu'une ligne de travail ne soit écrite» [The Sun, 1836].
« Seymour fut le premier à fournir l'idée Les Papiers de Pickwick. Mr Dickens a écrit les premiers   
nombres sur ses plaques. Seymour était un des plus grands artistes depuis l'époque d'Hogarth[Franklins Miscellany, 1836].
« La tête de la production de deux artistes intelligents …. le seul, un long favori établi, l'autre, Mr Seymour, un gentleman de talent supérieur. Mr Seymour aura la direction de tous les futures ouvrages, jusqu'à ce que les gravures soient concernées »[Odd Volume. 1836].

#### La tombe de Seymour

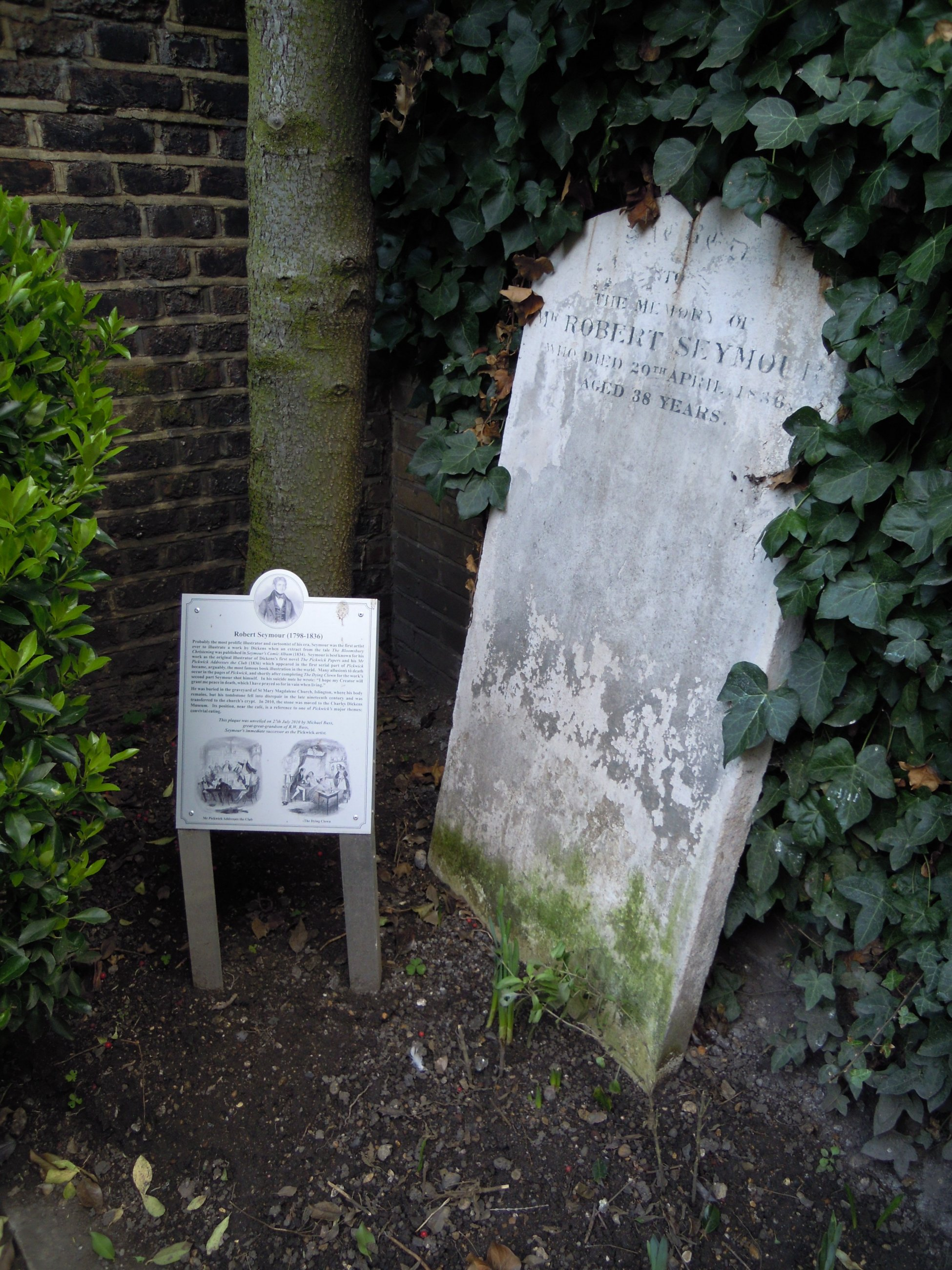
La pierre tombale de Seymour au Musée de Charles Dickens

Seymour a été inhumé en 1836 à l'église de St Mary Magdalene à Islington. Des travaux apportés au sol de l'église ont mené au déplacement de la pierre tombale de Seymour depuis la tombe. Elle fut considérée perdue jusqu'en 2006 où elle fut retrouvée dans la crypte de l’église par l'auteur Stephen Jarvis. La pierre tombale a depuis été acquise par le musée Charles Dickens situé au 48 rue Doughty à Londres où elle est exposée au public depuis le 27 juillet 2010.

### La révélation du livre de Stepgen
Dans son roman de 2014, "Death and Mr Pickwick" de Jarvis Stepgen, qui est une biographie fictive et dramatique avec une partie d'analyse médico-légale et une partie de l'histoire socio-littéraire du phénomène Pickwick.
L'auteur a rassemblé une somme importante d’éléments sur l'affaire contre la version acceptée des événements de Dickens et de Chapman. Ce travail est vraisemblablement axé sur les incohérences des nombreuses préfaces du livre de Dickens et les défauts dans le témoignage conciliant envers Dickens de Chapman, aussi bien qu'un scrupuleux examen des autres sources probantes incluant l'analyse du propre travail de Seymour sur le projet. En particulier, l'idée qu'il n'a jamais suggéré une publication du "Club Nimrod" basée sur des illustrations sportives.
Enfin, le narrateur du livre conclut que, pas uniquement l'idée mais aussi le nom, la physionomie et le personnage de Mr Pickwick provenaient de l'imagination de Seymour et non pas de celle de Dickens à qui incombait normalement cette tâche.

## Les illustrations de Pickwick
- Frontispiece
- Mr Pickwick addresses the Club. - Chapter 1, Issue 1 (31 March 1836)
- The Pugnacious Cabman. Chapter 2, Issue 1 (31 March 1836)
- The Sagacious Dog. Chapter 2, Issue 1 (31 March 1836)
- Dr Slammers's Defiance of Jingle. Chapter 2, Issue 1 (31 March 1836)
- The Dying Clown. Chapter 3, Issue 2 (31 March 1836)
- Mr Pickwick in Chase of his Hat. Chapter 4, Issue 2, (30 April 1836)
- Mr Winkle Soothes the Refractory Steed. Chapter 5, Issue 2 (30 April 1836)
- The Pickwickians in Wardle’s Kitchen. For Chapter 5, Issue 2 (30 April 1836) (inédit, mais une copie est intégrée dans Pictorial Pickwickiana, Ed Joseph Grego, 1899)

## Œuvres et Illustrations

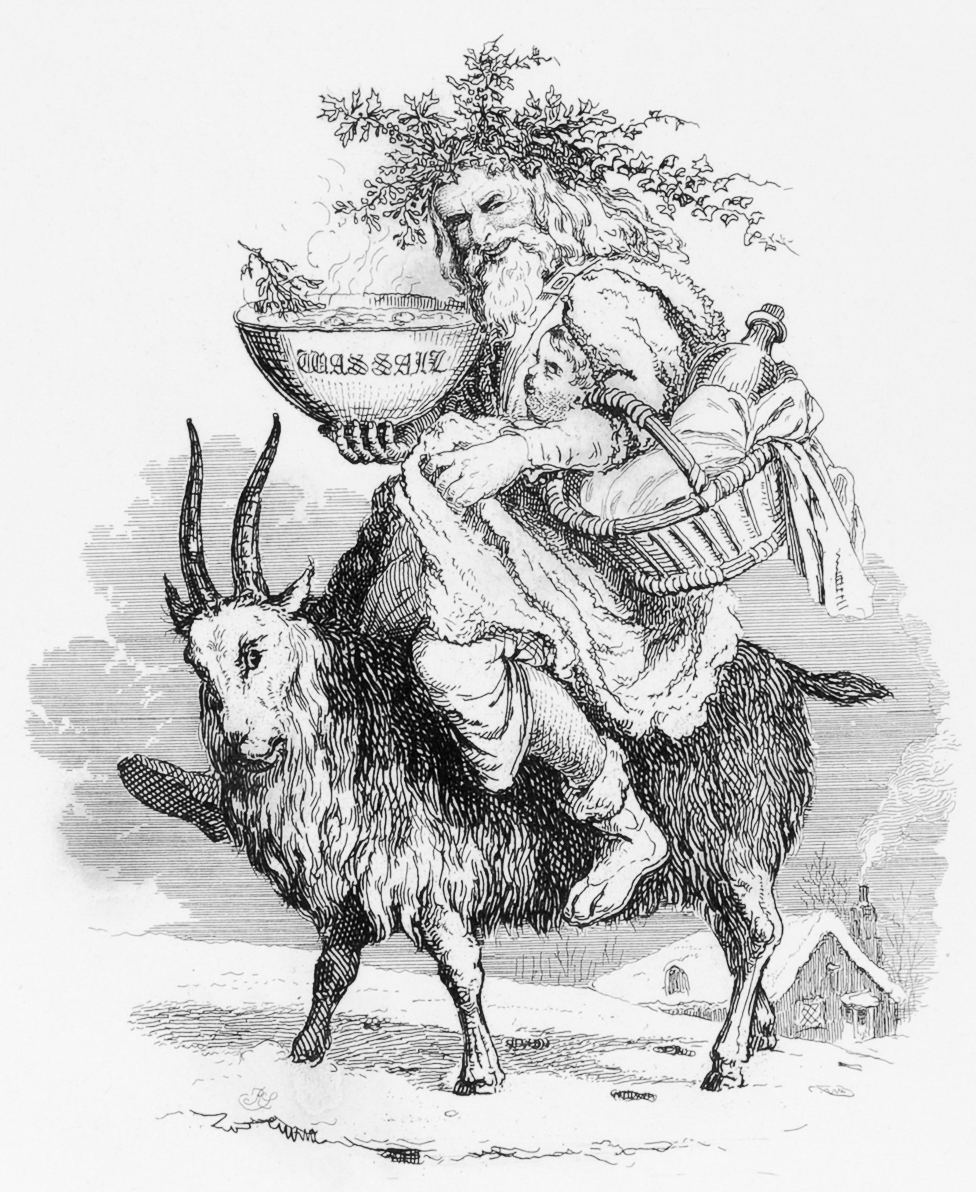
"Old Christmas", une illustration pour "The Book of Christmas" par Thomas Kibble Hervey

- Tasso’s Jerusalem Delivered. (Royal Academy; 1821):
- Figaro in London. (300 illustrations):
- Bells Life in London:
- Hoods Comic Almanacs:
- The Looking Glass. (1830–36):
- The History of Enfield. (2 vols; 1823):
- Public Characters of all Nations. (3 vols; 1823):
- Le Diable boiteux. (1824):
- My Uncle Timothy. (1825):
- Snatches from Oblivion:
- The March of Intellect. (1829):
- W.A.R: a Masque.
- Vagaries in the Quest of the Wild and Wonderful:
- The Heiress:
- The Omnibus:
- Seymour’s Sporting Sketches:
- The Book of Christmas (1836) par Thomas Kibble Hervey (36 dessins):
- New Readings. (1830–35):
- Journal of a Landsman from Portsmouth to Lisbon. (1831):
- Maxims and Hints for an Angler. (1833):
- The Comic Album. (The Bloomsbury Christening; Dickens) (1834):
- The Squib Annual of Poetry, Politics, and Personalities. (1835–36):
- Humorous Sketches. (1834–36):
- Sketches by Seymour. (1834–36):
- Library of Fiction:
- The Nimrod Club. (1835–36):
- The Posthumous Papers of the Pickwick Club. (1836):

## L’Académie Royale
Tasso's Jerusalem Delivered. Royal Academy (1822). par Robert Seymour.
“The Christians deterred by the terrors of enchantment, from felling timber to construct their machines of annoyance.
—And three succeeding days
The boldest warriors, urged by thirst of praise,
Assayed the dreary wood, but struck with dread,
Each knight by turns the threat’ning terror fled.”
[Jerusalem Delivered, Book 13th.]

## Jane Seymour to Charles Dickens
"His conduct calls to mind the lines put into Satan's mind by Milton".
"Get Riches first, get Wealth, and Treasure heap,
Not difficult, if thou hearken to me:
Riches are mine, Fortune is in my hand;
They whom I favour thrive in Wealth amain,
While Virtue, Valour, Wisdom sit in want."
(Paradise Regained.)